# 24-7 Spyz
24-7 Spyz est un groupe dont la production est difficile à classer, proposant un mélange de heavy metal, de hardcore, de rhythm and blues, de funk, de ska et de soul, le tout à travers une carrière émaillée de séparations et de reformations. Ils sont à présent les représentants d'un style qui leur est propre au sein de la catégorie fusion : le « heavy metal soul ».

## Historique
Formé en 1986 et issu du Bronx (New York), le groupe se composait à l'époque de Jimi Hazel (guitare), Rick Skatore (basse), Kindu Phibes (batterie), et Peter Fluid au chant (†).

## Carrière
Ils sortent au début de l'année 1989 leur premier album, Harder Than you, un mélange de hardcore, reggae, punk et ska et déjà marquant leurs différences avec les autres groupes de l'époque ou antérieurs (Fishbone, Bad Brains, Living Colour, etc.). Le jeune batteur Anthony Jonhson remplace Kindu Phibes à la batterie.
Deux reprises à noter sur ce disque : le Sponji Reggae de Michael Rose (Black Uhuru) et une version du Jungle Boogie de Kool and the Gang. Le reste de l'album présente un instrumental, le Jimi's Jam, rock funk préparant le devenir du groupe, et le reggae Ballots Not Bullet, écrit entièrement par Peter Fluid et traitant des problèmes politiques et du manque de démocratie en Haïti. Le titre Pillage est également une composition bien représentative des largesses d'esprit dont ils peuvent faire preuve.
1990 verra la sortie de leur second album Gumbo Millenium dont la pochette (créÉe par Rick lui-même) donne l'image d'un groupe de reggae ou de world music. Un son différent, plus « sec », légèrement plus punk, mais, encore une fois, de la nuance, des titres variés, dont le très réussi Valdez 27 million? traitant de la catastrophe de l'Exxon Valdez. On trouve aussi sur l'album du hardcore, un instrumental, et le délirant Spyz on Piano dans lequel chaque membre du groupe joue et chante simultanément du piano, avec humour.
Là encore, petit succès en Europe, succès qui sera « décisif » pour le groupe puisque quelque temps plus tard, lors d'un show en Virginie aux côtés de Jane's Addiction, Peter Fluid annonce son départ, sur scène, et cela sans en avoir parlé aux autres membres du groupe. Il a pour projet de monter son nouveau groupe, « The P Fluid Foundation ». Assez secoué par cette révélation abrupte, Anthony, le jeune batteur, décide de ne pas rester non plus. Il quitte le groupe et retourne à ses études.
En janvier 1991 aura lieu la rencontre avec Joel Maitoza, batteur moderne, efficace et puissant. Ils sortiront un mini-album partiellement autoproduit, pour faire patienter les fans : This is… 24-7 Spyz. Un petit album de cinq titres, présentant la nouvelle formation, avec Jeff Brodnax au chant, dans lequel ils nous proposent leur nouveau son plus heavy métal. Mixé par Jimi Hazel, assisté de Bruce Calder, enregistré chez Jimi à l'« Electric Lady Studios » à New York. L'un des titres, Stuntman, fustige les majors qui leur refusent la liberté de faire leur musique sans concession, d'où l'autoproduction.
En 1992, ils jouent dans un spot publicitaire pour la bière Budweiser, ce qui leur donne une bonne exposition publique.
Dans la foulée, après une petite tournée pour promouvoir la nouvelle formation, ils volent pour Vancouver où ils enregistreront en deux mois l'album qui aurait pu en faire un groupe aussi connu que les Fishbone : Strenght in Numbers. Produit, enregistré et mixé par Terry Date (qui a travaillé avec Pantera, Fishbone, Soundgarden, Limp Bizkit ou les Deftones), quatorze titres impeccables, implacables. À ce jour, leur album préféré sans doute, car ce fut celui dont l'accouchement se fit dans les meilleures conditions. Distribué par EastWest records, l'album devait leur permettre de toucher un plus grand nombre.
Mais, malheureusement, et pour des raisons assez incompréhensibles, Eastwest ne les soutient pas correctement sur la durée, et ne sort qu'une quantité limitée de l'album, ce qui aura pour effet de le rendre rapidement indisponible. Ils se sentent floués, laissés pour compte. Frustrés, ils quittent EastWest…
Jimi et Rick font un petit aparté, sentant qu'en Europe un public leur était acquis, ils tentent en 1994 une sortie exclusive, avec l'ancienne formation : l'album Temporarilly Disconnected.
Mais, alors que l'album est excellent, l'ambiance ne l'est pas. Les vieilles histoires d'ego ressortent alors même que l'enregistrement débute. Une brève tournée en Europe, et le groupe se sépare à nouveau… Peter Forrest (ex-P.Fluid) opérerait à présent dans son propre groupe nommé « Black Vampires ».
De leur côté, Jeff Brodnax et Joel Maitoza poursuivent leur carrière, Jeff dans le groupe Egypt, et Joel dans Crown 10 puis dans Shockhead (en 1995 chez Indivision Records). Jeff Brodnax a sorti l'album solo Acoustic EP, aux antipodes, entièrement à la guitare sèche, mélange de Nick Drake and Richie Havens.
1995, le temps passe et Jimi écrit toujours, il enregistre quelques titres avec Carlton Smith (de Royal Crescent Mob) à la batterie, dans le but de produire un projet solo nommé Black Angus. Ils se retrouvent avec Joel Maitoza en studio, afin d'enregistrer quelques morceaux supplémentaires, et c'est alors que Jimi décide que ce sera en fait un autre album de Spyz. Carlton Smith y joue un peu de percussions, en plus des trois morceaux les « plus calmes » de l'album, qui répond au nom logique de 6 vu que ce sera leur sixième album. Comme Jeff Brodnax tourne toujours avec Egypt et que Jimi est l'auteur de la quasi-totalité de l'album, il décide de s'occuper lui-même du lead vocal. Doug Pinnick de King's X les rejoint pour chanter sur deux titres. Un album très heavy metal, sur lequel ils donnent toute la place à leur énergie. Il existe une version américaine de cet album avec deux titres différents et titré Heavy Métal Soul By the Pounds.
En 1996, Jimi s'investit de plus en plus dans la production de nouveaux talents sous son propre label (Gumbo Recordings) et, du fait, quitte le label chez lequel ils venaient de produire leur sixième album afin de n'être plus tributaire de qui que ce soit.
Malheureusement, au lieu d'être un nouveau départ, ce fut une nouvelle fois la fin…
Fin 1996, Joel est amené à devoir quitter le groupe pour raisons familiales, et c'est la fin du groupe. Ils se séparent dans le courant de l'année suivante…
1997 verra donc la sortie officielle de If I could, envoyé dans les stations de radios afin de promouvoir Heavy Metal Soul by the Pound, avec Matt Martin et Joel Maitoza à la batterie. Il contient quelques pistes issues de concerts, ainsi que la chanson éponyme. Mais peu de temps après, Jimi et Rick se séparent à cause d'un désaccord.
Le temps passe et Jimi travaille sur son album solo, 21st Century south Bronx Rockstar, dans lequel il fait tout ou presque : voix, guitares, basse, batterie et drums programming. Il sort en 2002 chez Gumbo Recordings.
Pendant ce temps, Rick Skatore joue avec Mary Harris et fait des musiques pour des publicités de la télévision nationale. Puis il tombe gravement malade. Jimi organise un concert de charité afin de récolter des fonds pour qu'il puisse se payer les soins.
Alors que Rick se remet doucement, ils reparlent de faire de la musique ensemble, et décident de former Black Angus avec Tony Lewis à la batterie. Quelque temps plus tard, ils se disent que l'héritage de Spyz est là, les fans sont là, même s’ils ne sont pas nombreux, ils sont « fervents ». Ils prennent alors la sage décision de remonter Spyz, mais là encore, c'est bien compliqué. Tony Lewis s'en va assez rapidement, pour revenir.
La base du groupe est maintenant indissociable, Jimi et Rick sortent un DVD pour les fans dans lequel on trouve toutes les formations du groupe à travers différents concerts.
Quelque temps plus tard, ils s'entourent de Ron « BumbleFoot » Thal et du batteur Ralph Tobias pour signer un nouvel album sorti dans le courant de l'année 2006 : Face the Day. Cet album aborde toutes les couleurs et styles musicaux habituels du groupe, du ska à la soul, et évidemment du heavy metal.
Ils font en 2012 une tournée européenne pour l'anniversaire de la sortie de l'album Strenght In Numbers, voilà 20 ans. 
La tournée a duré du 29.02.2012 au 10.03.2012, onze concerts en onze jours, de Tilbourg à Paris en passant par Cologne, Amsterdam, ou Hambourg, les spectateurs ont eu le plaisir d'assister au retour de la formation Hazel Skatore Brodnax Maitoza, réunie pour l'occasion.
En septembre 2012 l'union prend fin, Jeff Brodnax et Joel Maitoza, ne font plus partie de l'aventure.
En novembre 2012, Rick et Jimi sont à présent entourés de Sekou Lumumba (en) (batterie) et de Ronny Drayton (en) (guitare).
Janvier 2015: Le groupe prend un nouveau départ, Jimi Hazel et Rick Skatore, toujours entouré de  Ronny Drayton, et rejoint par Phillip "Fish" Fisher (Batterie )
En janvier 2019 sort un nouvel album, The Soundtrack to the Innermost Galaxy.
Le 13 janvier 2025, Peter Forrest a été retrouvé battu à mort au volant d’une ambulette dans le Bronx. Il avait 64 ans. Sa campagne à déclaré « La musique était sa vie et faire avancer le rock noir était sa vie. Il était passionné par ça. Il a vraiment aidé à ouvrir la voie à beaucoup de gens pour qu’ils comprennent que les musiciens noirs ne sont pas seulement des rappeurs, du R&B ou de la soul, nous sommes aussi des rockers ».

## Discographie

### Disques compacts
- Harder Than You (1989) (Fluid/Hazel/Skatore/Johnson)
- Gumbo Millennium (1990) (Fluid/Hazel/Skatore/Johnson)
- Strength in Numbers (1992) (Hazel/Skatore/Brodnax/Maitoza)
- Temporarily Disconnected (1995) (Hazel/Skatore/Fluid/Johnson)
- 6 (version européenne, sorti aux États-Unis sous le titre de Heavy Metal Soul By the Pound) (1996) (Hazel/Skatore/Maitoza/Smith)
- Face the Day (2006) (Hazel/Skatore/Ralph)
- The Soundtrack To The Innermost Galaxy (2019) (Hazel/Skatore/Ronny “Head” Drayton/ Phillip “Fish” Fisher)

### EP
- This is… 24-7 Spyz! (1991) (Hazel/Skatore/Brodnax/Maitoza)
- If I Could (1997) (Hazel/Skatore/Maitoza & Martin)

### DVD
- HMS4L: The Many Lives of Walter Rattamus (2005 - rétrospective 1986-2004)